# Чемпионат мира по борьбе 1905
В 1905 году чемпионат мира по греко-римской борьбе прошёл 8-10 мая в Берлине (Германская империя).

## Общий медальный зачёт
| Место | Страна   | Золото | Серебро | Бронза | Всего |
| ----- | -------- | ------ | ------- | ------ | ----- |
| 1     | Германия | 2      | 3       | 3      | 8     |
| 2     | Дания    | 1      | 0       | 0      | 1     |
| Всего | Всего    | 3      | 3       | 3      | 9     |

## Медалисты

### Греко-римская борьба (мужчины)
| Категория   | Золото           | Серебро       | Бронза         |
| ----------- | ---------------- | ------------- | -------------- |
| до 68 кг    | Теодор Шибильски | Макс Бесков   | Ойген Кисслинг |
| до 80 кг    | Альберт Хайн     | Густав Хеде   | Маттиас Хартль |
| свыше 80 кг | Сёрен Йенсен     | Георг Альтман | Пауль Мольдт   |